# 중국계 오스트레일리아인
중국계 오스트레일리아인(영어: Chinese Australians; 중국어 간체자: 华裔澳大利亚人, 정체자: 華裔澳洲人)은 중국계 호주인라고도 불리고 오세아니아에서 가장 큰 화교 집단 중 하나이며, 아시아계 오스트레일리아인 집단 중 가장 큰 화교 집단이다. 1인당 오스트레일리아는 아시아 이외의 어떤 나라보다 중국계 사람들이 더 많다. 2016년 인구조사에 따르면 오스트레일리아 거주자들은 중국계 혈통을 가진 것으로 밝혀져 전체 인구의 5.6%를 차지했으며, 1,213,903명이었다.
중국계 호주인들의 아주 초기 역사는 중국 남부의 주강 삼각주 마을에서 상당한 이민을 포함했다. 즉, 대부분 광둥어 계열의 중국어를 사용한다. 중국계 호주인들이 어떤 사회 출신인지, 그들이 남긴 가족, 그리고 이주하려는 의도가 무엇인지에 대해서는 잘 알려져 있지 않다. 골드 러시는 많은 중국인들을 호주 식민지로 유인했다.(19세기 중반부터, 중국인들은 호주를 북아메리카에 있는 캘리포니아의 골드 마운틴의 이름을 따서 뉴 골드 마운틴이라고 불렀다.) 그들은 보통 마을에 있는 가족들에게 돈을 보내고, 정기적으로 그들의 가족을 방문했으며, 시장 정원사, 가게 주인 또는 가구 제작자로 일하다가 수년 후에 고향 마을로 은퇴했다. 세계의 많은 해외 중국인 단체와 마찬가지로, 오스트레일리아로 이주한 초기 중국인들은 시드니(차이나타운, 시드니), 멜버른(차이나타운, 멜버른, 1850년대 이후)과 브리즈번(차이나타운, 브리즈번), 퍼스(차이나타운, 퍼스), 케언스(케언스 차이나타운)와 같은 금광과 관련된 지역 도시도 있다. 오스트레일리아 원주민은 오스트레일리아 외부 영토인 크리스마스섬 인구의 대부분을 차지한다.

## 종교
지난 20년 동안 수집된 인구조사 자료에 따르면, 중국계 또는 일부 혈통을 가진 호주인들 사이에서 제도적 종교의 일반적인 감소가 있었다(2006년과 2016년 사이, 불교는 24.1%에서 15.7%로, 기독교는 29.8%에서 23.4%로 떨어졌다). 2016년, 중국계 호주인의 55.4%가 "종교적, 세속적 신앙 또는 기타 영적 신앙이 아닌" 인구 조사 범주에 속하며, 2006년의 37.8%에 비해 크게 증가했다. 종교적 인구통계학의 이러한 변화는 일반적으로 공식적인 종교적 연대를 가지고 있지 않은 중국으로부터의 새로운 이민자들이 유입되고, 그들 중 많은 이들이 지난 수십 년 동안 중국에서 부흥을 경험하고 있는 토착 중국 종교 (중국 조상 숭배 포함)에 관여하고 있기 때문일 것이다.

## 사회 경제학

### 교육
2006년, 중국 태생의 15세 이상 호주인의 55.0%는 호주 인구의 52.5%에 비해 어떤 형태로든 높은 비학교 자격을 가지고 있었다. 중국계 호주인 중 42.2%가 졸업장 이상, 4.8%가 자격증 소지자로 나타났다. 중국계 호주인의 경우, 88,440명이 더 높은 비학교 자격을 가지고 있지 않았으며, 그 중 35.3%는 여전히 교육 기관에 다니고 있었다. 2006년, 홍콩 태생의 15세 이상 호주인의 57.3%가 호주 인구의 52.5%에 비해 어떤 형태로든 더 높은 비학교 자격을 가지고 있었다. 홍콩 태생의 호주인 중 45.7%가 졸업장 이상, 6.1%가 수료증을 소지하고 있었다. 홍콩 태생의 호주인 중에서 28,720명이 더 높은 비학교 자격을 가지고 있지 않았으며, 그 중 44.7%는 여전히 교육 기관에 다니고 있었다.
2006년 중국계 호주인의 31.9%가 학사학위를 받은 반면, 일반 호주인의 경우 14.8%에 불과했다. 홍콩계 호주인의 36.1%가 학사학위 이상을 취득했다. 해외에서 태어난 중국계 호주인들은 50% 이상이 최소한 학사 학위를 소지하고 있을 정도로 높은 교육적 성취를 보고하였다.  이 모든 비율을 합치면, (1, 2세대) 중국 호주인들의 약 42%가 학사 학위를 취득했고, 이는 전국 평균인 14%의 약 3배가 된다.
중국계 호주인 가족들이 자녀들에게 동기를 부여하기 위해 선택하는 길은 부분적으로 학업의 우수성을 강조하는 문화적 가치에 바탕을 두고 있으며, 일부는 모국뿐만 아니라 주최국에서의 그들 자신의 경험에 바탕을 두고 있다. 전통적으로, 중국계 호주인 가정에서 일어나는 활동은 그들의 자녀 교육과 관련이 있었다. 교육 문제와 진로에 대한 정기적인 가족 토론은 모델링 효과를 가져왔다. 이들 가정의 핵심 특징은 자녀의 학교 관련 활동에 대한 부모의 참여도가 자녀들의 고등학교 시절 내내 높게 유지되었다는 것이다. 중국계 호주인 가정들은 근면함, 교육에 대한 깊은 문화적 존중, 그리고 교육을 받기 위한 동기 부여가 1세대 이민자들 사이에서 상당히 강하다고 지적했다. 중국계 호주인들은 그들의 자녀들에게 학문적으로 상당한 영향력을 행사하고 있다. 또한 수학 성취도와 고등학생의 참여는 성공 또는 성취 목표와 역량의식과 밀접한 상관관계가 있다. 게다가, 난민 배경을 가진 중국 학생들은, 난민 배경을 가진 학생들과 비교했을 때, 더 학문적으로 성공적이다.

### 고용
홍콩 태생의 15세 이상 호주인 중 노동력 참여율은 63.3%, 실업률은 6.6%였다. 호주 전체 인구에서 해당하는 비율은 각각 64.6%, 5.2%였다. 홍콩 태생의 호주인 39,870명 중 42.2%는 스킬 레벨 1 직업에 종사하고 있으며, 12.3%는 스킬 레벨 2에, 8.5%는 스킬 레벨 3에 종사하고 있다. 호주 전체 인구에서 상응하는 비율은 각각 28.7%, 10.7%, 15.1%였다.
많은 중국계 호주인들은 화이트 칼라 중산층 일자리에서 일한다. 그러나 중국계 호주인들은 언론, 법률, 그리고 언어 능력과 대면 접촉이 필요한 다른 직업들에서는 대표성이 부족하다. 중국계 호주인 1세들도 자신의 자격과 근무경력에 걸맞은 화이트 칼라 일자리를 얻는 데 어려움을 겪으면서 자녀 교육비를 위해 희생하면서 사업장에 들어가 편의점, 자동차 대리점, 식료품점, 커피숍, 통신사, 식당 등을 운영하고 있다.교육을 사회적 이동성의 유일한 경로로 받아들이는 것은 가정 재정과 사회적 복지에 대한 불균형한 희생을 감수하고 자녀 교육에 상당한 투자를 하는 것은 부모의 우려와 기대를 나타내는 것이다.
중국계 호주인의 33.8%, 홍콩계 호주인의 46.6%가 화이트 칼라 전문직으로 일하고 있다. 홍콩 호주인의 63.3%, 중국 호주인의 56.3%가 호주 노동력에 참여하고 있으며, 이는 전국 평균 67.1%보다 낮은 수치이다. 중국계 호주인과 홍콩계 호주인의 실업률은 각각 11.2%, 6.6%이다. 두 수치는 전국 평균인 4.9%보다 높았다.

### 경제학
2006년, 15세 이상의 중국계 호주인의 주당 평균 소득은 242달러였는데, 이는 해외에서 태어난 모든 호주인은 431달러, 호주인은 488달러였다. 오스트레일리아 전체 인구의 주당 평균 소득은 466달러이다. 2006년, 홍콩 태생의 호주인의 주당 평균 소득은 15세 이상이며, 이에 비해 해외에서 태어난 호주인은 431달러, 호주 태생은 488달러였다. 오스트레일리아 전체 인구의 주당 평균 소득은 466달러이다. 따라서 중국 호주인들의 주당 중위소득은 인구 평균보다 상대적으로 낮다.

## 같이 보기
- 백호주의
- 오스트레일리아-중국 관계